# Pa Sak
Il Pa Sak (in thailandese แม่น้ำป่าสัก, Mènam Pasak, letteralmente: foresta di teck) è un affluente di sinistra del fiume Chao Phraya, in Thailandia. Scorre per 513km e sfocia nel Chao Phraya alla periferia di Ayutthaya.

## Corso
Il Pa Sak nasce nel distretto di Dan Sai della provincia di Loei dai Monti Phetchabun e si snoda sinuoso verso sud tra le due catene che formano i Phetchabun. Dopo pochi chilometri entra nella provincia di Phetchabun, continua a scorrere tra le due catene e attraversa il capoluogo Phetchabun. Nella sua discesa verso sud supera la zona montuosa e passa nella pianura centrale thailandese entrando prima nella provincia di Lopburi e poi in quella di Saraburi; al confine tra le due province è stata costruita sul fiume la diga di Pasak Chonlasit per controllare le piene del fiume nella stagione delle piogge e per l'irrigazione delle campagne circostanti. Il lago omonimo formato dalla diga si sviluppa quasi esclusivamente nella provincia di Lopburi.
Nel suo ultimo tratto il fiume curva verso ovest e bagna la periferia settentrionale di Saraburi prima di entrare nella provincia di Ayutthaya. Giunto alla periferia nord-est del parco storico di Ayutthaya, ex capitale del Siam, riceve le acque del Lopburi nei pressi di wat Tong Pu e dopo circa 3 km il Pa Sak affluisce nel Chao Phraya.

## Storia
Nelle valli del Lopburi e del Pa Sak, al pari di altre valli della Thailandia Centrale, vi sono tracce di diversi stanziamenti risalenti al I millennio dei Mon della confederazione Dvaravati, famosa per il ruolo storico e culturale che ebbe nella civilizzazione del Sud-est asiatico. Ayutthaya fu scelta come capitale del regno nel XIV secolo per la caratteristica conformazione dei tre fiumi Lopburi, Pa Sak e Chao Phraya, che formano un'isola e di conseguenza un'ottima protezione in caso di attacchi militari.